# Сулук-чор
Сулук (Сулу)-чор (д/н — 738) — 4-й володар Тюргеського каганату у 716—738 роках. Держава досягла найбільшого піднесення. Загалом успішно протистояв Імперії Тан й Арабському халіфату.

## Життєпис
Син Сакла-кагана. Відомості про молоді роки обмежена. 711 року після загибелі батька втік до вірних тюргешів (кара-тюргеш) в області Жетису.
716 року з початком боротьби за владу в Східнотюркському каганаті виступив проти стрийка Чжену, що втратив підтримку тюрків. Того ж року повалив того й до кінця 716 року відновив єдність Тюргеського каганату. У відповідь танський уряд призначив Ашину Сяняшісінь-каганом, тобто правителем земель колишнього Західнотюркського каганату, а Сулука — дзуо-юлін джуньда-дзяньдчунь (великим генералом лівого крила Лісової армії).
У червні-липні 717 року завдав поразки Ашину Сяню, що намагався здобути фактичну владу. Відтак захопив Уч-Турфан, а потім з'єднався біля міста Бохуан з тибетським загоном і арабською армією на чолі з Аль-Яшкурі. Проте ця коаліція зазнала поразки в битві проти таннсько-карлуко-тюркського війська на чолі із Танн Цзянхуеєм і Ашиною Сянєм.
За цим Сулук оголосив себе каганом, а танський імператор Сюань-цзун не бажаючи подальшого протистояння визнав такий факт, надавши Сулуку титул Шунго-гуна. 719 року танський посланець Ван Хой привіз Сулукові грамоту щодо надання титулу чжуншун-кагана (вірного та слухняного кагана) і посаду дзіньлб-даші цзіньфан (великим військовим комісаром Цзіньфана, а також парчевий каптан, перламутровий ніж, шагріновий сагайдак. Для зміцнення свого становища оженився на доньці Ашини Хуайдо (номінального шісінь-кагана) — Чжоха-хотай.
Невдовзі губернатору Ду Сянюй образив дружину кагана. У відповідь Сулук почав таємні перемовини з тибетським імператором Меагцомом. Але тут зіткнувся з новим арабським наступом в Фергані. Спочатку відкинув спроби посланців халіфа навернути себе до ісламу, зберігши вірність маніхейству.
Протягом 720-х років фактично підтримував напади тибетців на китайські залоги. З 721 року Сулук надав допомогу согдійцям, що повстали проти арабського панування. Тюргеши почали здійснювати рейди в землі Дамаскського халіфату. У наступні роки зумів об'єднати навколо себе согдійську та тохаристанську знать. 724 року в Битві Спраги завдав поразки арабам на чолі із Муслімом аль-Кілабі. 726 року сплюндрував Таримську оазу, що належала китайцям. 728 року відвоював Бухару.
Навесні 731 року взяв в облогу Самарканд, але проти нього виступило арабське військо на чолі із Юнаїдом аль-Муррі. В битві на перевалі Тахтакарача знищив більшу частину війська супротивника, що намагався прорватися до Самарканду. Невдовзі останній капітулював. У жовтні того року змусив арабів залишити Балх, де знаходилася ставка їх військового командування. Розвинув успіх для відвоювання Хорасану.
Але в цей час почалася війна з імперією Тан. Тому довелося протистояти двом ворогам. 732 року внаслідок двох запеклих кампаній було втрачено Самарканд, а 733 року тюргеши залишили Бухару. 735 року Сулук-чор спробував захопив Башбалик, але зазнав поразки від танського війська. Відправив посланця Улу-Тархана для укладання миру з імператором Сюань-цзуном.
У 737 році він спалив 4 фортеці і взяв в облогу місто Аньсічен, де завдав поразки губернатору Чжа Ічжену. За цим відправив сановника Єчжи Абуси до імператора СЧюань-цзуна щодо укладання миру. В цей час спалахнула ворожнеча між кара і сари-тюргешами, оскільки останні були невдоволені привілейованим становищем перших при дворі кагана.
737 року Сулук підтримав антиарабське повстання в Хорасанні на чолі з аль-Харісом. Втім у битві біля Харистану зазнав поразки від халіфських військ на чолі з Асадом аль-Касрі.
738 року очільники сара-тюргешів Кюль й Думочжи напали на ставку кагана й вбили Сулука. Владу перебрав син загиблого Кут-чор.